# Savoia-Marchetti S.78
Il Savoia Marchetti S.78 era un idrovolante a scafo centrale, monomotore biplano a struttura lignea, prodotto dall'azienda italiana Savoia-Marchetti nei primi anni trenta.

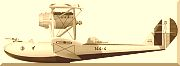

Derivava dal precedente Savoia-Marchetti S.62, da cui differiva principalmente per il motore più potente, le ali e altre modifiche minori, ma, essendo la sua configurazione ormai datata, ebbe un minor successo del predecessore venendo impiegato dalla sola Regia Aeronautica nel ruolo di ricognitore e bombardiere marittimo, finendo per essere comunque l'ultimo biplano utilizzato in questo ruolo in Italia.
A causa delle prestazioni non più al passo con i tempi, già a metà degli anni trenta era in corso di sostituzione con il CANT Z.501. Gli ultimi esemplari vennero utilizzati per il soccorso in mare.

## Utilizzatori
Italia
- Regia Aeronautica